# Data Transform Process
| QS-Informatik | Dieser Artikel wurde wegen inhaltlicher Mängel auf der Qualitätssicherungsseite der Redaktion Informatik eingetragen. Dies geschieht, um die Qualität der Artikel aus dem Themengebiet Informatik auf ein akzeptables Niveau zu bringen. Hilf mit, die inhaltlichen Mängel dieses Artikels zu beseitigen, und beteilige dich an der Diskussion! (+) Begründung: Process ausweiten und bequellen |

Data Transform Process (DTP), auch Data Transfer Process, ist ein Ablaufmodell mit dem Ziel, Daten aus einer oder mehreren ggf. auch unterschiedlich strukturierten Datenquellen in einer Zieldatenbank zu vereinigen. Der Schwerpunkt liegt im Umformen der Ausgangsdatenstrukturen in das Zielformat. Die DTP Methode gilt als Nachfolger des Extract-Transfer-Load Prozesses.
Im Gegensatz zu ETL geht es bei DTP mehr um den Weg, den die Daten nehmen. Bei der Transformierung ist auch der Einsatz neuartiger Methoden, wie z. B. SOA und Webservices denkbar. DTP wurde in Frameworks wie Data Transformation Services von Microsoft umgesetzt.
Das Konzept findet unter anderem Anwendung bei der Integration verschiedener Datenquellen in der SAP Netweaver Plattform.